# دارژکووو
دارژکووو (به لهستانی:  Darżkowo) یک روستا در لهستان است که در گمینا کووچگوووه واقع شده‌است. دارژکووو ۸۳ نفر جمعیت دارد.